# Armageddon 2006
Armageddon 2006 was een professioneel worstel-pay-per-view (PPV) evenement dat geproduceerd werd door de World Wrestling Entertainment (WWE). Dit evenement was de zevende editie van Armageddon en vond plaats in de Richmond Coliseum in Richmond (Virginia) op 17 december 2006.
De belangrijkste wedstrijd was een tag team match tussen Batista & John Cena en Finlay & King Booker. Batista en John Cena wonnen de match.

## Matchen
| Nr.                                                                          | Match | Winnaar(s)                       |
| ---------------------------------------------------------------------------- | --- | -------------------------------- |
| 1                                                                            | Kane vs. Montel Vontavious Porter (MVP) in een Inferno match                                                                                    | Kane                             |
| 2                                                                            | Paul London en Brian Kendrick (c) vs. William Regal & Dave Taylor vs. MNM vs. Hardy Boyz in een Ladder match voor het WWE Tag Team Championship | Paul London & Brian Kendrick (c) |
| 3                                                                            | The Boogeyman vs. The Miz in een een-op-een match                                                                                               | The Boogeyman                    |
| 4                                                                            | Chris Benoit (c) vs. Chavo Guerrero (met Vickie Guerrero) in een een-op-een match voor het WWE United States Championship                       | Chris Benoit (c)                 |
| 5                                                                            | Gregory Helms (c) vs. Jimmy Wang Yang in een een-op-een match voor het WWE Cruiserweight Championship                                           | Gregory Helms (c)                |
| 6                                                                            | The Undertaker vs. Mr. Kennedy in een Last Ride match                                                                                           | The Undertaker                   |
| 7                                                                            | Batista & John Cena vs. Finlay & King Booker in een tag team match                                                                              | Batista & John Cena              |
| (c) huidige kampioen voor en na de match \| (nc) nieuwe kampioen na de match | |                                  |